# Киево-Брестская железная дорога
Киево-Брестская железная дорога — частная железная дорога в Российской империи, построенная в 1870—1873 годах на средства Общества Киево-Брестской железной дороги.

## История
1 января 1871 года высочайше утверждён Устав Общества Киево-Брестской железной дороги. В 1870 году Общество Киево-Брестской железной дороги купило восточную часть только что построенной Киево-Балтской железной дороги — участок Киев — Казатин — Жмеринка (253 версты), ветвь Казатин — Бердичев (25 вёрст).
1 марта 1873 года открыто движение от Бердичева до Кривино. 25 мая 1873 года — от Кривино до Брест-Литовска.
15 августа 1873 года открыто движение по Радзивилловской ветви: Здолбуново — Радзивилов (85 вёрст).

## Станции

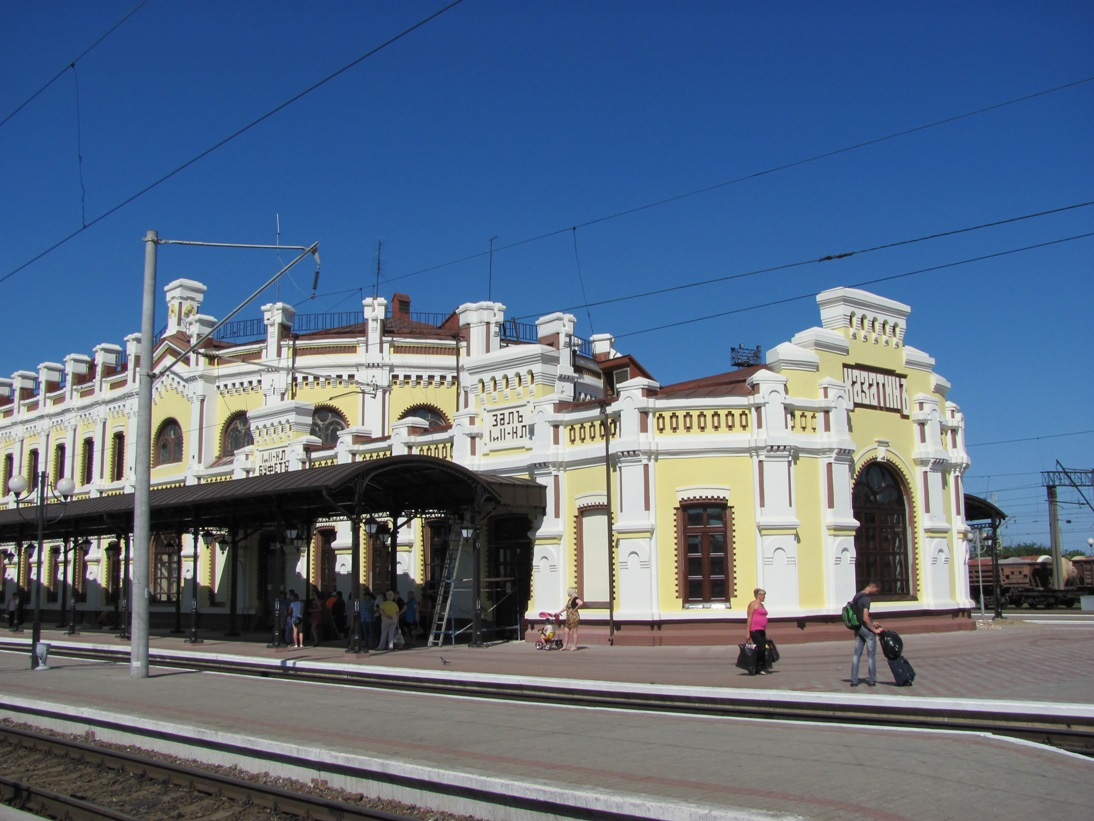
Вокзал станции Казатин

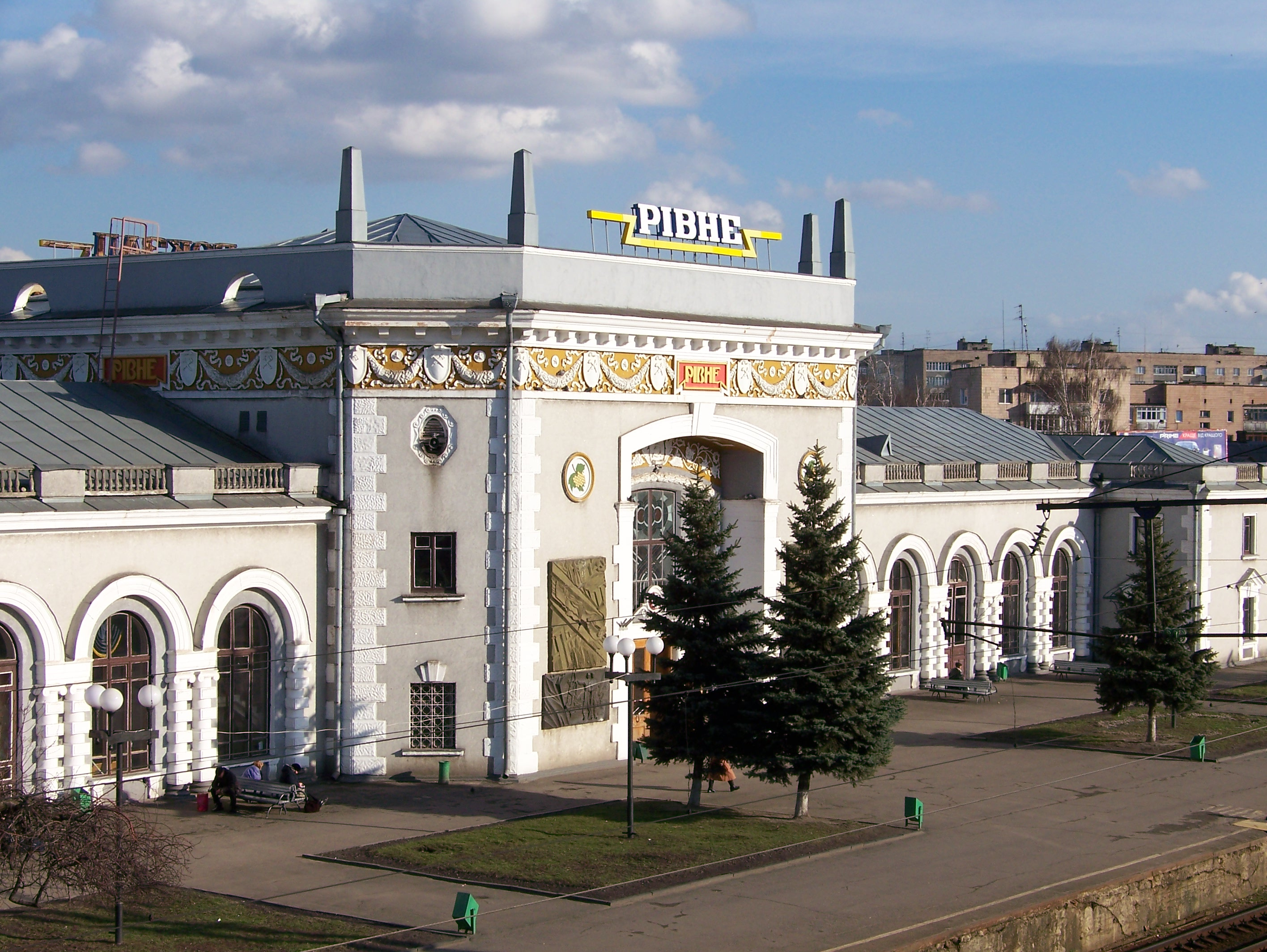
Вокзал станции Ровно

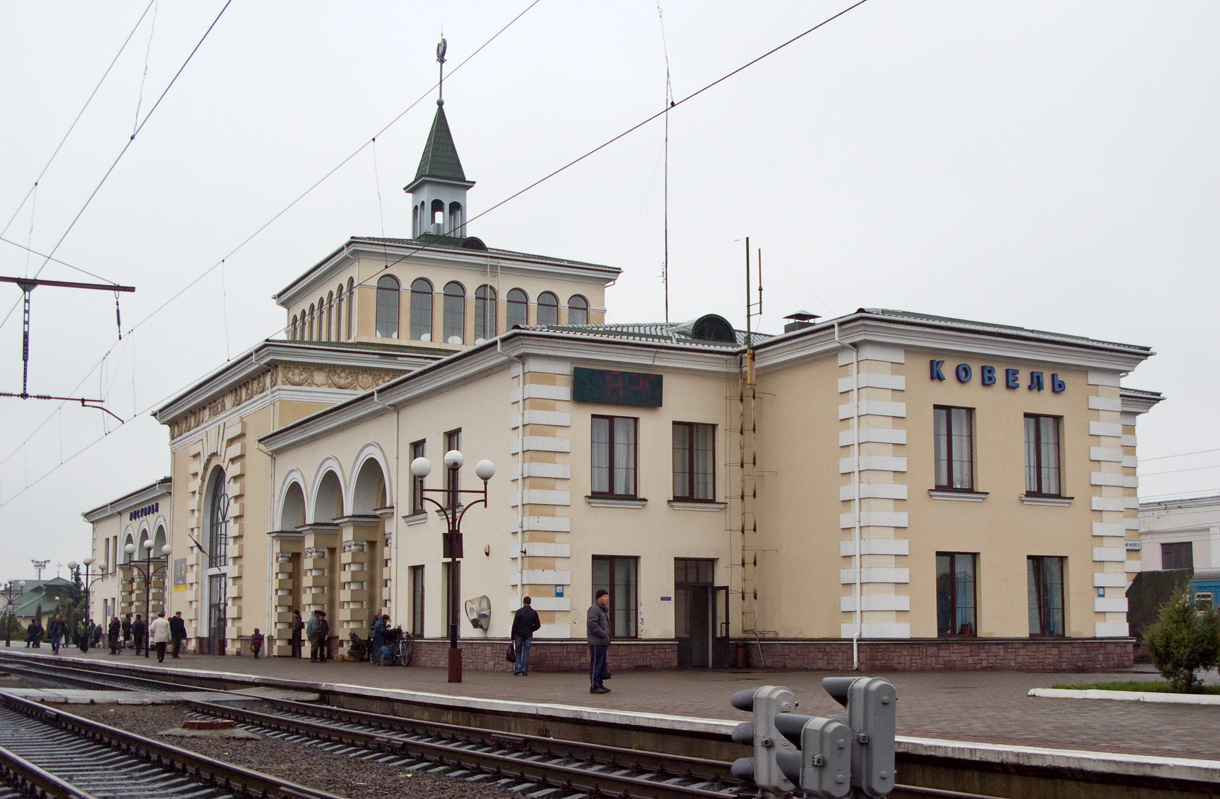
Вокзал станции Ковель

- Киев
- Фастов
- Казатин
- Жмеринка
- Бердичев
- Здолбуново
- Ровно
- Кривино
- Ковель
- Брест-Литовск